# Світова класика бейсболу 2017 (кваліфікація)
Кваліфікаційний відбір на Світову класику бейсболу 2017 — турнір, що має статус чемпіонату світу з бейсболу і в якому беруть участь гравці з найсильніших професіональних ліг світу.
Автоматично кваліфікувалися на Світову класику 2017 року 12 команд, які здобули хоча б одну перемогу на турнірі 2013 року. Решта команд з турніру 2013 року (Австралія, Бразилія, Мексика і Іспанія) протягом 2016 року взяли участь у кваліфікаційному змаганні, на яке організатори запросили ще 12 збірних. Воно було організоване в чотирьох групах по 4 команди за системою «вибуття після двох поразок», аналогічною тій, що застосовувалася в кваліфікаційному турнірі Світової класики 2013. Переможець вирішального матчу у групі отримував право грати на Світовій класиці бейсболу 2017.
Кваліфікаціний турнір проходив у містах Сідней (Австралія), Мехікалі (Мексика), Панама-Сіті (Панама), Нью-Йорк (США).

## Стадіони
Для проведення матчів кваліфікації було вибрано чотири стадіони:
| Кваліфікаційна група 1   | Кваліфікаційна група 2 | Кваліфікаційна група 3      | Кваліфікаційна група 4 |
| ------------------------ | ---------------------- | --------------------------- | ---------------------- |
| Сідней (Австралія)       | Мехікалі (Мексика)     | Панама-Сіті (Панама)        | Нью-Йорк (США)         |
| Блектаун Бейсбол Стедіум | Естадіо Бі Ейр         | Естадіо Насіональ де Панама | MCU Парк               |
| Місткість: 3000          | Місткість: 19500       | Місткість: 27000            | Місткість: 7000        |
|                          |                        |                             |                        |

## Склад груп
Склад груп було оголошено у вересні 2015 року:
| Кваліфікаційна група 1 | Кваліфікаційна група 2 | Кваліфікаційна група 3 | Кваліфікаційна група 4 |
| ---------------------- | ---------------------- | ---------------------- | ---------------------- |
| Австралія              | Мексика                | Колумбія               | Бразилія               |
| Нова Зеландія          | Чехія                  | Франція                | Велика Британія        |
| Філіппіни              | Німеччина              | Панама                 | Ізраїль                |
| ПАР                    | Нікарагуа              | Іспанія                | Пакистан               |

## Кваліфікаційний раунд

### Кваліфікаційна група 1
|                |       |                  |           |           |               |    |            |         |
| Дата           | Час   | Місце проведення |           | Результат |               | Ін | Тривалість | Глядачі |
| 11 лютого 2016 | 13:00 | Сідней           | ПАР       | 7:1       | Нова Зеландія |    | 2:58       | 529     |
| 11 лютого 2016 | 19:30 | Сідней           | Філіппіни | 1:11      | Австралія     | 7  | 2:56       | 1442    |
| 12 лютого 2016 | 13:00 | Сідней           | Філіппіни | 7:17      | Нова Зеландія | 8  | 3:18       | 623     |
| 12 лютого 2016 | 19:30 | Сідней           | ПАР       | 1:4       | Австралія     |    | 2:46       | 2237    |
| 13 лютого 2016 | 18:30 | Сідней           | ПАР       | 9:2       | Нова Зеландія |    | 3:32       | 1367    |
| 14 лютого 2016 | 14:00 | Сідней           | ПАР       | 5:12      | Австралія     |    | 3:29       | 1766    |

| Переможець |
| Австралія  |

### Кваліфікаційна група 2
|                 |       |                  |           |           |           |    |            |         |
| Дата            | Час   | Місце проведення |           | Результат |           | Ін | Тривалість | Глядачі |
| 17 березня 2016 | 12:30 | Мехікалі         | Німеччина | 4:5       | Нікарагуа | 10 | 3:34       | 3773    |
| 17 березня 2016 | 19:30 | Мехікалі         | Чехія     | 1:2       | Мексика   |    | 2:29       | 14711   |
| 18 березня 2016 | 12:30 | Мехікалі         | Чехія     | 15:3      | Німеччина | 8  | 2:59       | 2187    |
| 18 березня 2016 | 19:30 | Мехікалі         | Нікарагуа | 0:11      | Мексика   | 7  | 2:32       | 12715   |
| 19 березня 2016 | 18:00 | Мехікалі         | Нікарагуа | 7:6       | Чехія     | 11 | 3:57       | 6558    |
| 20 березня 2016 | 19:00 | Мехікалі         | Нікарагуа | 1:12      | Мексика   | 7  | 2:48       | 16521   |

| Переможець |
| Мексика    |

### Кваліфікаційна група 3
|                 |       |                  |          |           |          |    |            |         |
| Дата            | Час   | Місце проведення |          | Результат |          | Ін | Тривалість | Глядачі |
| 17 березня 2016 | 13:00 | Панама-Сіті      | Колумбія | 9:2       | Іспанія  |    | 3:42       | 2145    |
| 17 березня 2016 | 20:00 | Панама-Сіті      | Франція  | 2:9       | Панама   |    | 3:31       | 4028    |
| 18 березня 2016 | 13:00 | Панама-Сіті      | Франція  | 5:3       | Іспанія  |    | 3:42       | 852     |
| 18 березня 2016 | 20:00 | Панама-Сіті      | Колумбія | 6:3       | Панама   |    | 3:11       | 12559   |
| 19 березня 2016 | 20:00 | Панама-Сіті      | Панама   | 7:4       | Франція  |    | 3:19       | 2016    |
| 20 березня 2016 | 18:00 | Панама-Сіті      | Панама   | 1:2       | Колумбія |    | 3:07       | 6204    |

| Переможець |
| Бразилія   |

### Кваліфікаційна група 4
|                 |       |                  |                 |           |                 |    |            |         |
| Дата            | Час   | Місце проведення |                 | Результат |                 | Ін | Тривалість | Глядачі |
| 22 вересня 2016 | 12:00 | Нью-Йорк         | Пакистан        | 0:10      | Бразилія        | 7  | 2:40       | 1210    |
| 22 вересня 2016 | 19:00 | Сіньбей          | Велика Британія | 2:5       | Ізраїль         |    | 3:08       | 3919    |
| 23 вересня 2016 | 12:00 | Сіньбей          | Бразилія        | 0:1       | Ізраїль         |    | 2:56       | 1862    |
| 22 вересня 2016 | 19:00 | Сіньбей          | Велика Британія | 14:0      | Пакистан        | 7  | 2:49       | 1359    |
| 24 вересня 2016 | 20:00 | Сіньбей          | Бразилія        | 3:4       | Велика Британія |    | 2:54       | 1480    |
| 25 вересня 2016 | 18:00 | Сіньбей          | Велика Британія | 1:9       | Ізраїль         |    | 2:44       | 2016    |

| Переможець |
| Ізраїль    |